# Forjador de la Història Esportiva de Catalunya
Forjador de la Història Esportiva de Catalunya fou un guardó, en forma de medalla o de placa, atorgat per la Generalitat de Catalunya, en el període 1987-1997, per tal de premiar els mèrits de les persones naturals o jurídiques que han actuat d'una manera constant i valuosa en algun dels diferents vessants de l'àmbit esportiu català.

## Regulació legal
L'objecte del guardó, i el procediment de convocatòria, tramitació, concessió, requisits i mèrits que ha d'acomplir el guardonat, i, en general, les característiques del guardó, són regulades al DECRET 173/2002, d'11 de juny, dels guardons de l'esport de la Generalitat de Catalunya.

### Requisits, mèrits i criteris
Per tal que una persona física o jurídica pugui ser distingida amb la Medalla o Placa de forjador/a de la història esportiva de Catalunya, ha de complir els requisits següents:
- Haver realitzat tasques de direcció, docència, organització, foment, difusió, tecnificació, comunicació o investigació de l'esport català, durant un període considerable. Per a valorar aquestes tasques, quan es tracti de persones jurídiques també s'ha de tenir en compte l'historial esportiu de l'entitat.
- No haver incorregut en cap sanció disciplinària esportiva o sanció administrativa en matèria esportiva, dictada per l'òrgan competent, per la comissió d'una infracció de caràcter molt greu en el primer cas, o de caràcter greu o molt greu en el segon.
- En el cas de les persones jurídiques, han d'estar inscrites o tenir adscrita una secció esportiva en el Registre d'entitats esportives de la Generalitat de Catalunya.